# 圣克鲁斯-达埃斯佩兰萨
圣克鲁斯-达埃斯佩兰萨是巴西圣保罗州的一个市镇。总面积147.819平方公里，总人口1707人，人口密度11.5人/平方公里。